# ディブラ州
ディブラ州（アルバニア語: Qarku i Dibrës、英語: Dibër County）は、アルバニアの州である。面積は2,507平方キロメートル、人口は191,000人（2004年）。州都はペシュコピである。アルバニア内陸部の州で、東でマケドニアと国境を接する。またクケス州・エルバサン州・ティラナ州・ドゥラス州・レジャ州と州境を接している。アルバニアの国民的英雄、スカンデルベウ（ジェルジ・カストリオティ）の出身地として知られる。

## 関連項目

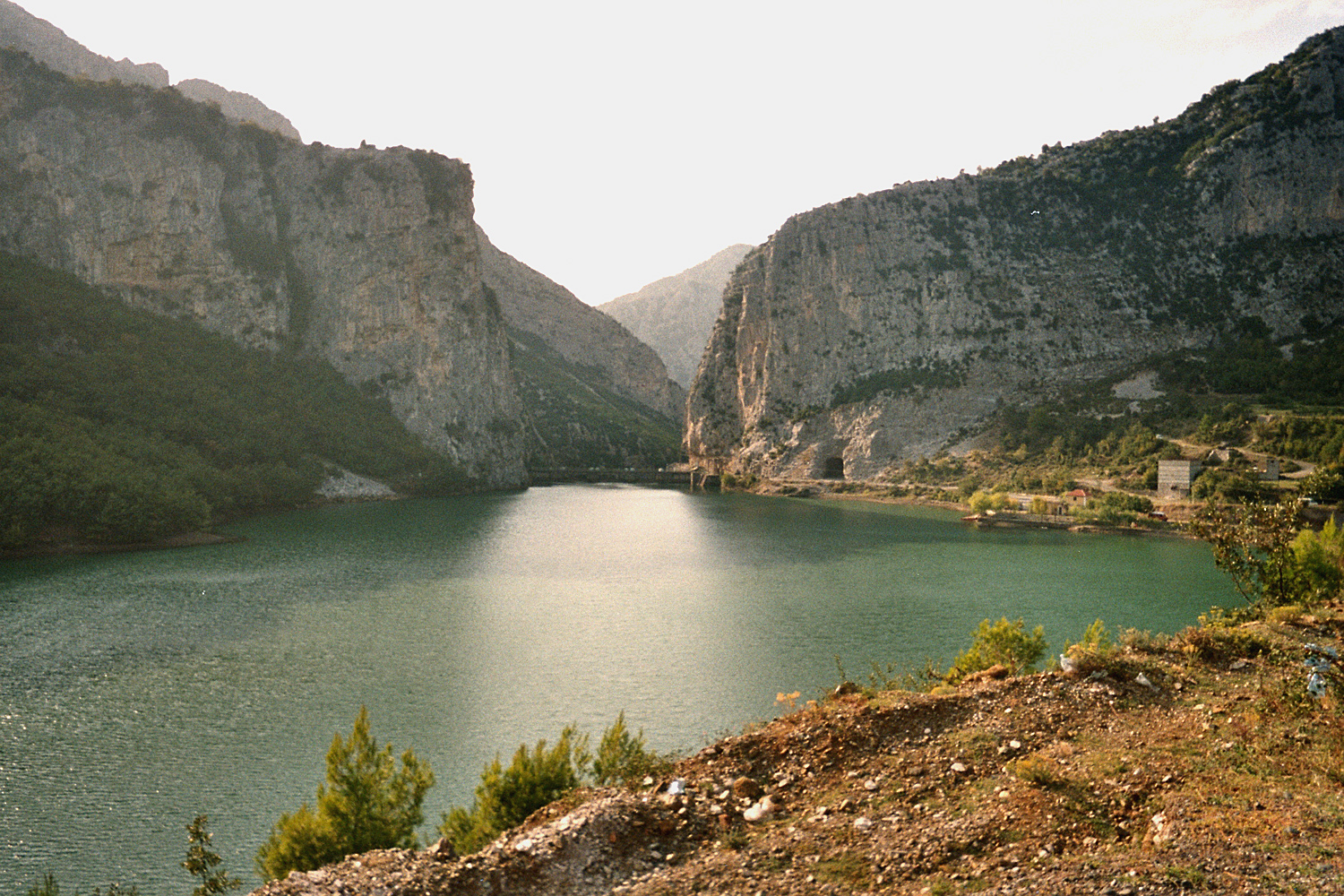
シュコペティ湖

## 下部行政区画
- ディブラ県
- ブルチザ県
- マト県